# Aselliscus tricuspidatus
Aselliscus tricuspidatus — вид кажанів родини Hipposideridae.

## Середовище проживання
Країни проживання: Індонезія, Папуа Нова Гвінея, Соломонові острови, Вануату. Схоже, що це вид низовини, що зустрічається від рівня моря до 600 м над рівнем моря. Цей вид спочиває в печерах і тунелях.

## Поведінка
Тварини утворюють групи від 40 до 50 особин і кілька сотень кажанів може бути в одному сідалі. Самиці, як передбачається, народжують одного або двох дитинчат на рік.

## Загрози та охорона
Як видається, немає серйозних загроз для цього виду.